# Crimée (métro de Paris)
Pour les articles homonymes, voir Crimée (homonymie).
Crimée est une station de la ligne 7 du métro de Paris, située dans le 19e arrondissement de Paris.

## Situation
La station est implantée au nord du quartier de la Villette, non loin de ses limites administratives avec le quartier du Pont-de-Flandre qui le borde par le nord-est. Elle se trouve sous l'avenue de Flandre, entre la rue de Joinville et l'intersection avec la rue de Crimée et la rue Mathis. Orientée selon un axe nord-est/sud-ouest, elle s'intercale entre les stations Corentin Cariou et Riquet.

## Histoire
La station est ouverte le 5 novembre 1910 avec la mise en service du premier tronçon de la ligne 7 entre le terminus provisoire d'Opéra et la station Porte de la Villette. Sa desserte est assurée par l'ensemble des circulations de la ligne dans un premier temps, puis par un train sur deux à compter du 18 janvier 1911, date à laquelle intervient l'inauguration de la section entre Louis Blanc et Pré-Saint-Gervais, exploitée sous la forme d'un embranchement recevant l'autre moitié des trains.
Elle doit son nom à sa proximité avec la rue de Crimée, plus longue rue du 19e arrondissement de la capitale, dont la dénomination commémore la guerre de Crimée (1855-1856).
Dans le courant des années 1950, les couloirs d'accès bénéficient d'une première rénovation avec la pose de carreaux rectangulaires de couleur sable à motifs creux sur les piédroits, en remplacement du carrelage blanc biseauté d'origine considéré comme démodé à partir de l'après-guerre. Cette décoration se retrouve encore aujourd'hui dans divers couloirs des stations Saint-Paul (ligne 1), Charles de Gaulle - Étoile (lignes 1, 2 et 6) et Miromesnil (lignes 9 et 13), ainsi que dans un passage isolé de la station Denfert-Rochereau (à proximité de la gare éponyme sur la ligne B du RER).
Depuis le 3 décembre 1967, la station est de nouveau desservie par l'ensemble des circulations de la ligne à la suite du débranchement de l'antenne vers Pré-Saint-Gervais, laquelle constitue depuis lors une navette indépendante, l'actuelle ligne 7 bis, en raison de sa moindre fréquentation par rapport à la branche de Porte de la Villette, qui aboutit à un important terminus de lignes d'autobus de banlieue.
Les quais sont modernisés après 1988 par l'adoption du style décoratif « Ouï-dire », de couleur jaune en l'occurrence, ce qui entraîne la disparition des faïences biseautées d'origine au profit de carreaux blancs plats. Dans le cadre du programme « Renouveau du métro » de la RATP, les couloirs sont rénovés une seconde fois le 25 juillet 2003, renouant avec le traditionnel carrelage blanc biseauté. 
Le 1er avril 2016, la moitié des plaques nominatives sur les quais de la station sont remplacées par la RATP pour faire un poisson d'avril le temps d'une journée, comme dans douze autres stations sur le réseau. Crimée est ainsi humoristiquement renommée « Châtiment » en référence au roman Crime et Châtiment de l'écrivain russe Fiodor Dostoïevski. La RATP récidive le 1er avril 2024 afin de mettre les Jeux olympiques et paralympiques d'été de 2024 à l'honneur, comme dans treize autres stations. Par jeu de mots, Crimée devient ainsi « Escrimée », mot-valise évoquant les épreuves d'escrime.

### Fréquentation
Selon les estimations de la RATP, la station a vu entrer 5 431 969 voyageurs en 2019, ce qui la place à la 74e position des stations de métro pour sa fréquentation. En 2020, avec la crise du Covid-19, son trafic annuel tombe à 2 688 758 voyageurs, ce qui la classe alors au 65e rang, avant de remonter progressivement en 2021 avec 3 543 952 entrants comptabilisés, la reléguant cependant à la 75e position des stations du réseau pour sa fréquentation cette année-là.

## Services aux voyageurs

### Accès
La station dispose de trois accès répartis en quatre bouches de métro constituées d'escaliers fixes :
- l'accès no 1 « Avenue de Flandre - Centre commercial », constitué de deux entrées établies dos-à-dos dont l'une est signalée par un mât avec un « M » jaune inscrit dans un cercle, débouchant face au no 119 de l'avenue de Flandre ;
- l'accès no 2 « Caisse nationale d'assurance vieillesse », également doté d'un mât « M » jaune, se trouvant à l'amorce de l'impasse de Joinville, sous le large porche de l'immeuble du no 108 de l'avenue de Flandre ;
- l'accès no 3 « Rue Mathis » se situant au droit du no 2 de la rue précitée, à l'angle avec l'avenue de Flandre et la rue de Crimée.

Ce dernier accès est orné d'un édicule Guimard, lequel  l'objet d'une inscription au titre des monuments historiques par l'arrêté du 27 mai 1978, protection renouvelée le 12 février 2016. Les autres bouches d'accès à la station sont agrémentées de balustrades de facture simple en acier peint en vert, d'un modèle apparu sur le réseau après la Seconde Guerre mondiale.

Accès à la station
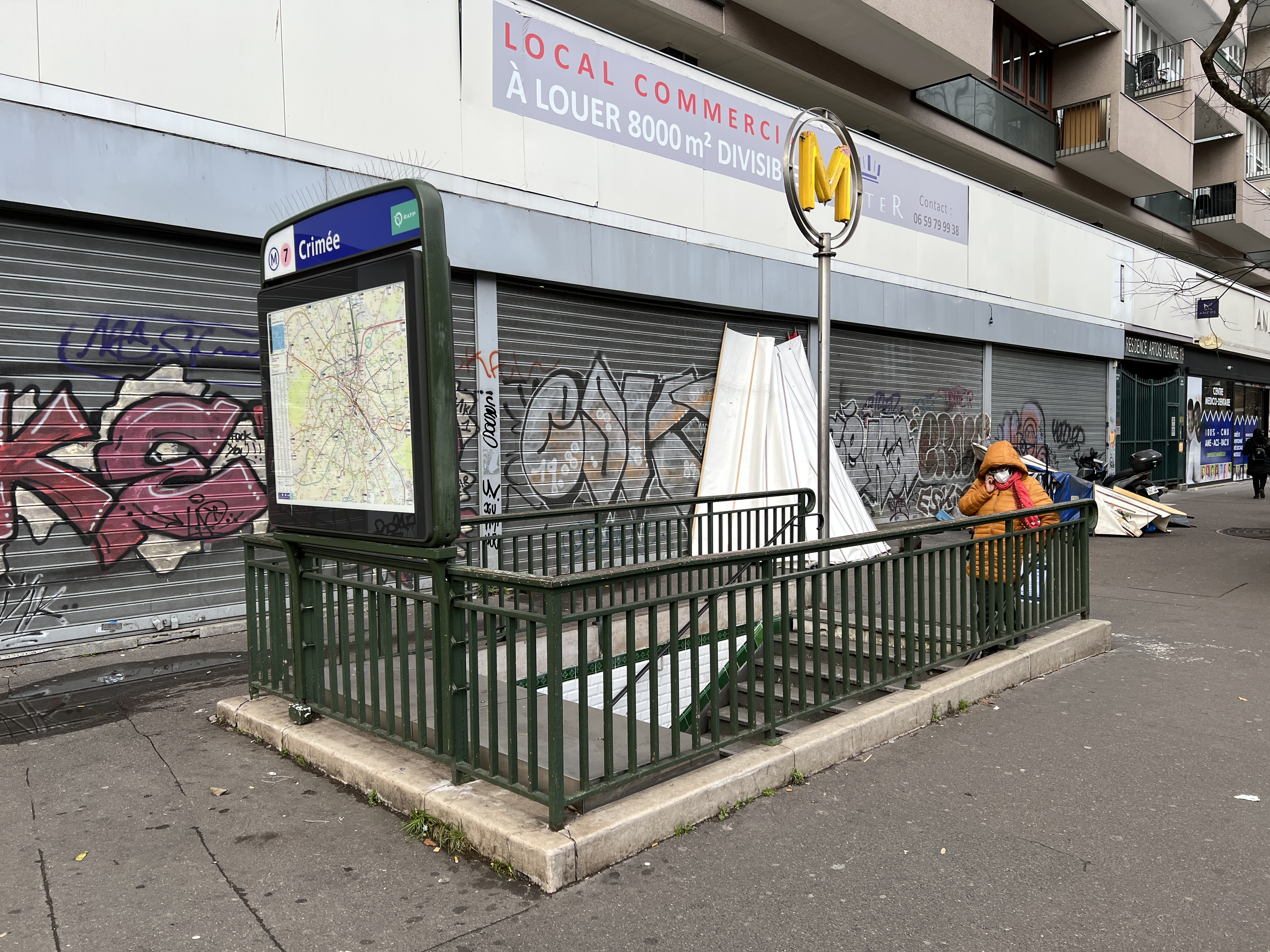
L'accès no 1, « Avenue de Flandre ».
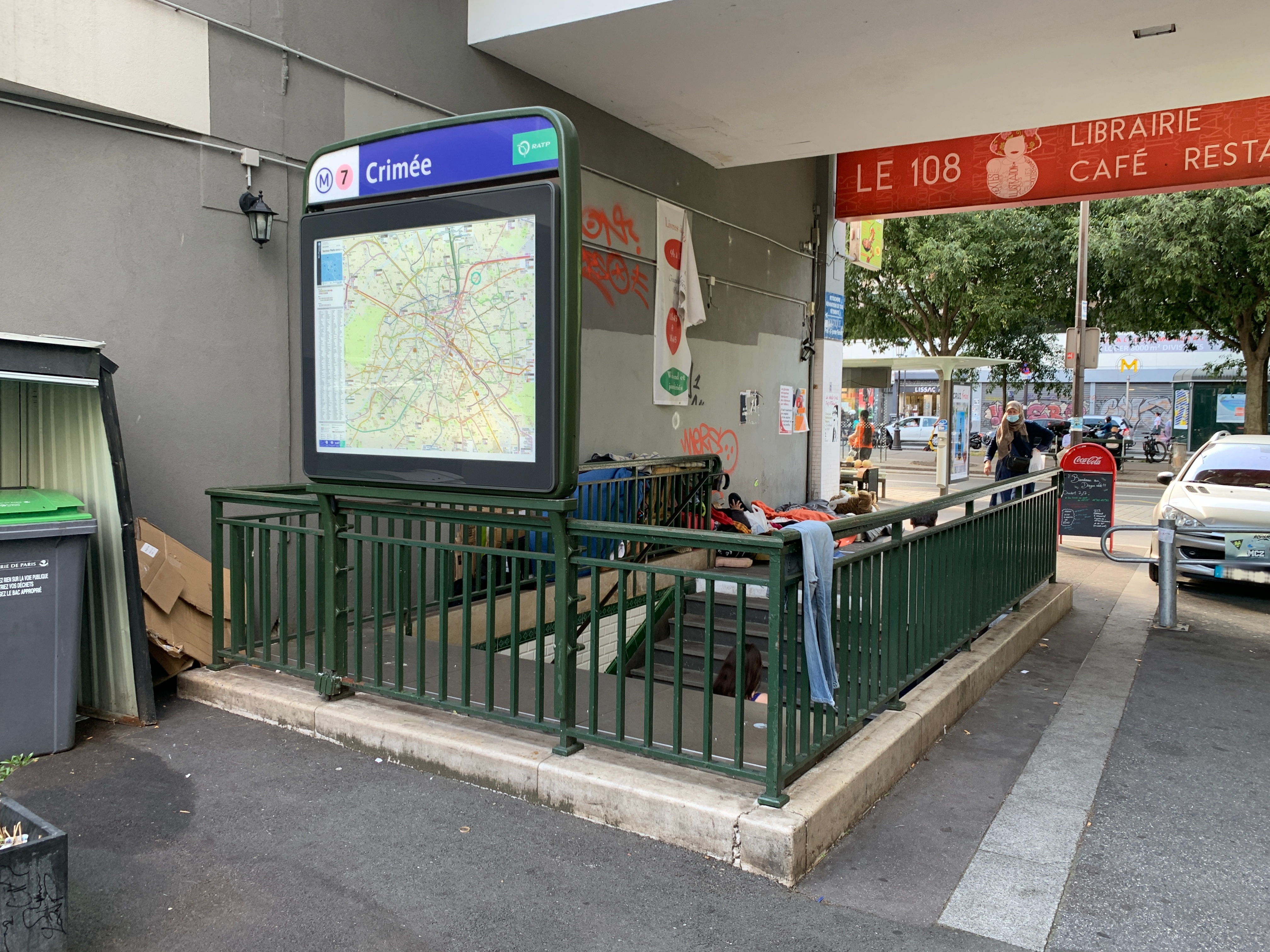
L'accès no 2, « Caisse nationale d'assurance vieillesse ».
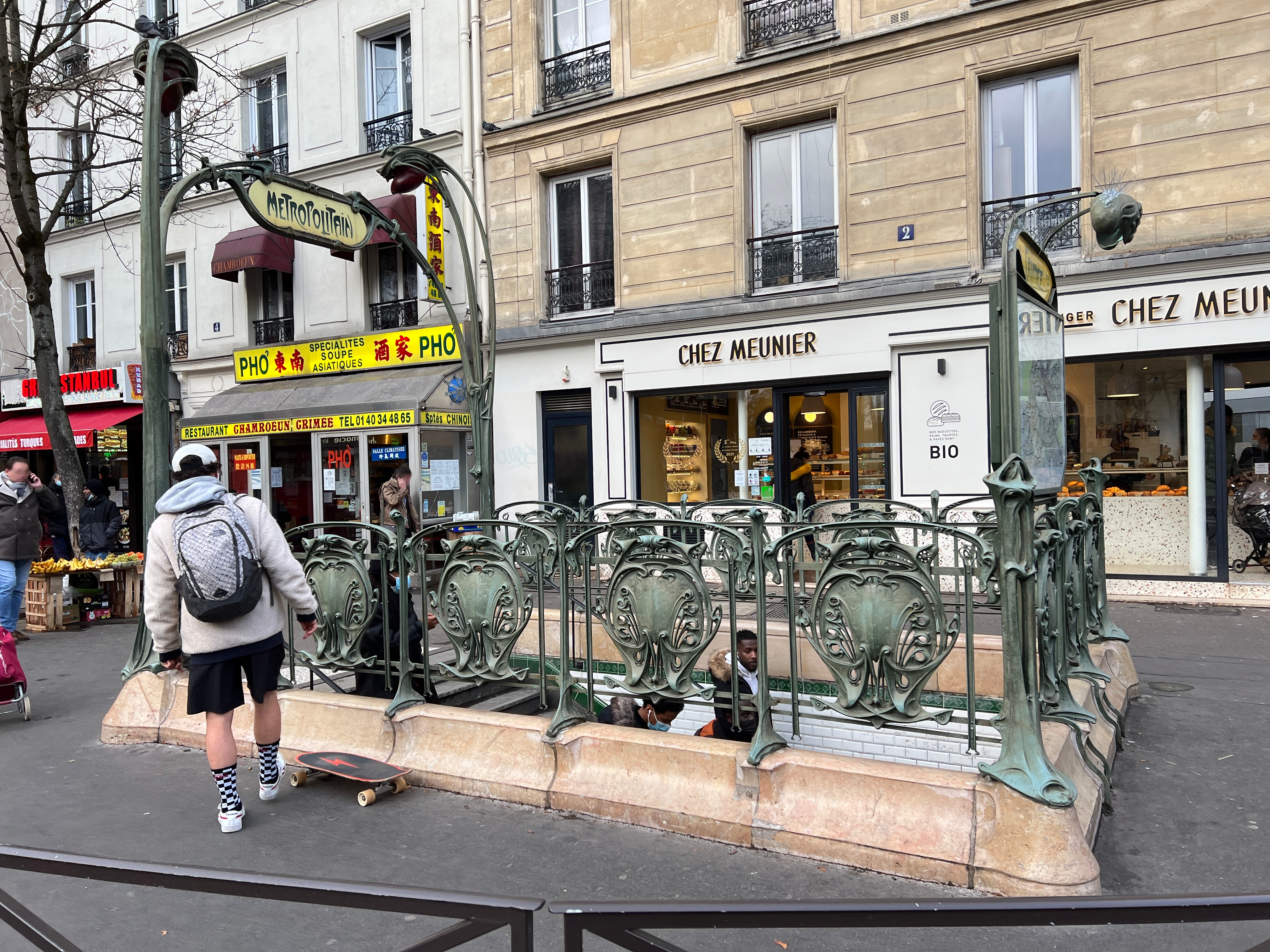
L'accès no 3, « Rue Mathis ».

### Quais
Crimée est une station de configuration standard pour le métro de Paris : elle possède deux quais, d'une longueur conventionnelle de 75 mètres, séparés par les voies du métro situées au centre et la voûte est elliptique. La décoration est de style « Ouï-dire » : les bandeaux d'éclairage, ici de couleur jaune, sont supportés par des consoles courbes en forme de faux. L'éclairage direct est blanc tandis que l'éclairage indirect, projeté sur la voûte, est multicolore. Les carreaux en céramique blancs sont plats et recouvrent les pieds-droits, la voûte ainsi que les tympans. Les cadres publicitaires sont en céramique jaune de forme demi-cylindrique et le nom de la station est inscrit en police de caractères Parisine sur des plaques émaillées. Les quais sont équipés de sièges de style « Motte » bleus ainsi que de banquettes « assis-debout » argentées, dont la teinte rompt ainsi l'uniformité colorimétrique de la décoration depuis le milieu des années 2010 (ce mobilier étant de couleur jaune jusqu'alors).

Quais de la station
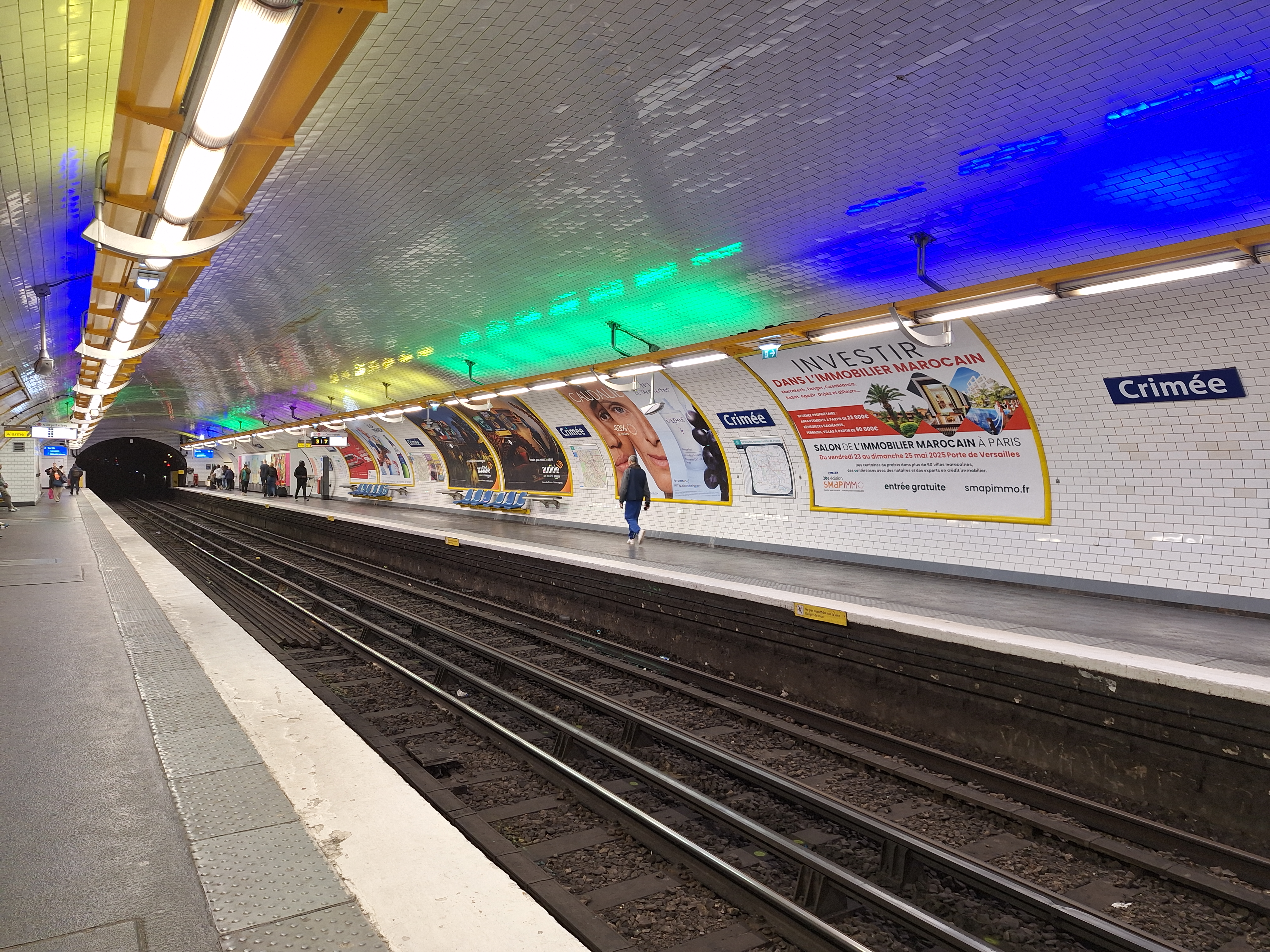
Les quais vus en direction de La Courneuve - 8 Mai 1945.
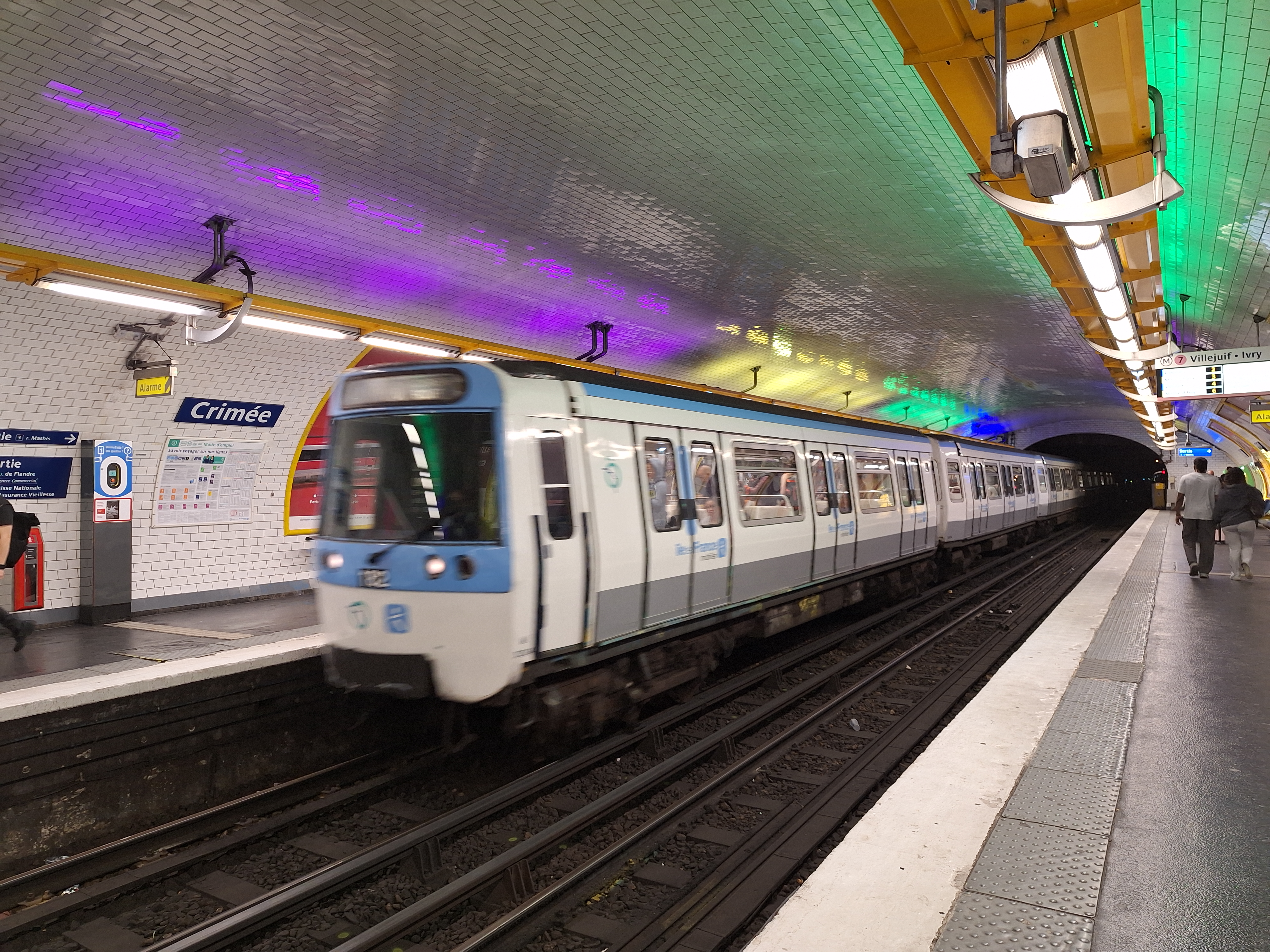
Entrée d'une rame MF 77 en direction de La Courneuve.
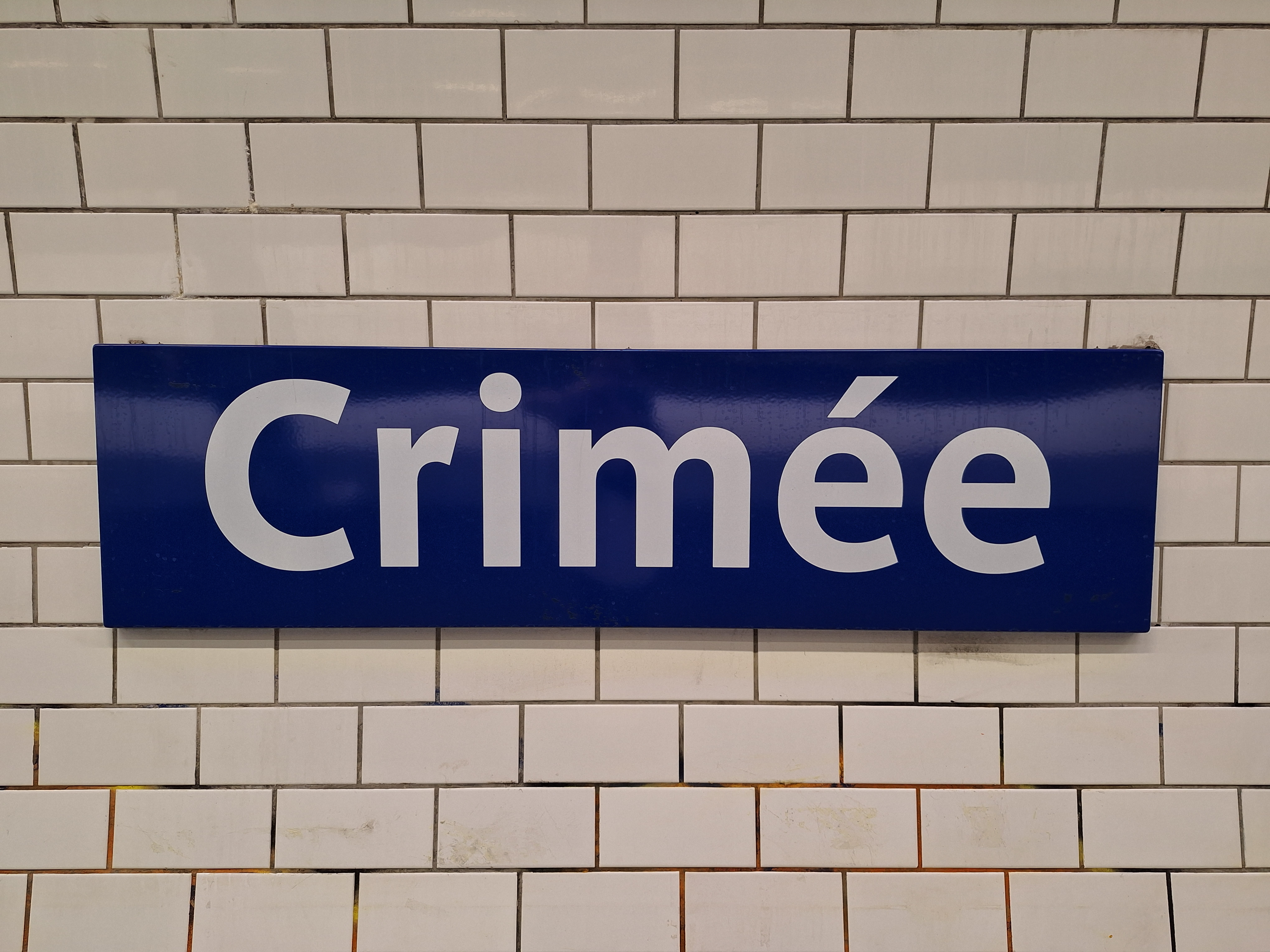
Plaque émaillée indiquant le nom de la station.

### Intermodalité
La station est desservie par les lignes 54, 60 et 71 du réseau de bus RATP et, la nuit, par la ligne N42 du réseau Noctilien.

## À proximité
- Bassin de la Villette
- Canal de l'Ourcq
- Siège de la Caisse nationale d'assurance vieillesse (CNAV)
- Orgues de Flandre (également connues sous le nom de « cité des Flamants »)
- Jardin de l'Îlot-Riquet
- Pont levant de la rue de Crimée
- Théâtre des Artisans
- Cours Florent (sites de la rue Mathis et de la rue Archereau)
- Square Serge-Reggiani
- Église Saint-Jacques-Saint-Christophe de la Villette
- Square du Quai-de-la-Seine
- Pont de la rue de l'Ourcq
- Centquatre-Paris
- Église Saint-Luc
- Square Curial
- Croix de l'Évangile